# Мирковци
Мирковци (на македонска литературна норма: Мирковци) е село в Северна Македония, в община Чучер (Чучер Сандево).

## География
Селото е разположено в областта Църногория - югозападните покрайнини на Скопска Църна гора, на 10 km северно от столицата Скопие, източно от Чучер и югозападно от Кучевище. Селото е поделено на два дяла: Горно и Долно Мирковци. В Горно Мирковци се намира църквата „Света Петка“ (Света Параскева), изградена в 1874 година, а в Долно Мирковци църквата „Свети Никола“, изградена в 1873 година. Други по-малки църкви са „Света Богородица“, Св. Маркулия и Свети Георги, изградени след 1912 година. Южно от селото в местността Чардак е изграден манастирът „Свети Илия“

## История
В края на XIX век Мирковци е голямо българско село в Скопска каза на Османската империя. Според статистиката на Васил Кънчов („Македония. Етнография и статистика“) от 1900 г. Мирковци е село, населявано от 720 жители българи християни.
Селото е разделено в конфесионално отношение. Според патриаршеския митрополит Фирмилиан в 1902 година в селото има 64 сръбски патриаршистки къщи. По данни на секретаря на Българската екзархия Димитър Мишев („La Macédoine et sa Population Chrétienne“) в 1905 година в Мирковци има 440 българи екзархисти и 456 българи патриаршисти сърбомани и в селото функционират българско и сръбско училище. Според Георги Трайчев в края на османската епоха в Мирковци има 70 сърбомански и 60 екзархийски къщи.
При избухването на Балканската война 2 души от Мирковци са доброволци в Македоно-одринското опълчение.
След Междусъюзническата война в 1913 година селото попада в Сърбия.
В Първата световна война 6 души от селото загиват като войнци в Българската армия.
На етническата си карта от 1927 година Леонард Шулце Йена показва Мирковце (Mirkovce) като сръбско село.
На етническата си карта на Северозападна Македония в 1929 година Афанасий Селишчев отбелязва Мирковци като българско село.
Според преброяването от 2002 година Мирковци има 969 жители.
| Националност     | Всичко |
| северномакедонци | 883    |
| албанци          | 0      |
| турци            | 0      |
| роми             | 9      |
| власи            | 0      |
| сърби            | 72     |
| бошняци          | 0      |
| други            | 4      |

## Личности
Родени в Мирковци
- Апостол Додев Урумов (1879 - 1965), български революционер, кмет на Мирковци през Първата световна война
- Петър Манджуков (1878 – 1966), български революционер
- Спас Манджуков (1869 – 194?), български военен деец, полковник
- Христо Ценков, български революционер, четник на Кръсто Лазаров в 1914 година[10]